# Adam av Wągrowiec
Adam av Wągrowiec (även Adam från Wągrowiec, polska: Adam z Wągrowca), död 27 augusti 1629, var en polsk kompositör och organist, liksom en cisterciensk munk i Wągrowiec klostret. 
Han föddes i Margonin. Han var känd under sitt liv och blev inbjuden att inspektera en ny orgel i Gniezno katedralen den 17 mars 1620.  Över tjugo av hans kompositioner för orgel hittades i samogitian tabulaturet (cirka 1618) i Litauen. Adam var den första som använde en separat tredje linje för noteringen av orgelns pedal. 
Alla stycken av Adams spelades in 2006 av Rostislaw Wygranienko. 